# Riofrío de Riaza
Riofrío de Riaza – gmina w Hiszpanii, w prowincji Segowia, w Kastylii i León, o powierzchni 27,04 km². W 2011 roku gmina liczyła 37 mieszkańców.